# Nylandstjärnen, Hälsingland
Nylandstjärnen är en sjö i Ovanåkers kommun i Hälsingland och ingår i Ljusnans huvudavrinningsområde.